# Giải vô địch FIBA Châu Đại Dương 1991
Giải vô địch FIBA Châu Đại Dương dành cho nam 1991 là một giải đấu vòng loại của FIBA Châu Đại Dương cho Thế vận hội Mùa hè 1992. Giải đấu, loạt trận hay nhất giữa Úc và New Zealand, được tổ chức tại Wellington và Palmerston North, New Zealand. Úc thắng 2–0.

## Các đội không tham gia
- Samoa thuộc Mỹ
- Quần đảo Cook
- Micronesia
- Fiji
- Guam
- Kiribati
- Quần đảo Marshall
- Nauru
- Nouvelle-Calédonie
- Đảo Norfolk
- Quần đảo Bắc Mariana
- Palau
- Papua New Guinea
- Samoa
- Quần đảo Solomon
- Tahiti
- Tonga
- Tuvalu
- Vanuatu

## Kết quả
| 4 tháng sáu |                              | Úc | 96–79 | New Zealand |  | Wellington |
| 4 tháng sáu | Điểm giữa hiệp: 50-35, 46-44 |    |       |             |  | Wellington |

| 5 tháng sáu |                              | Úc | 74–57 | New Zealand |  | Palmerston North |
| 5 tháng sáu | Điểm giữa hiệp: 25-30, 49-27 |    |       |             |  | Palmerston North |

| Giải vô địch FIBA Châu Đại Dương 1991 |
| ------------------------------------- |
| · Úc · Lần Mười                       |